# Nikola Ogrodníková
Nikola Ogrodníková (* 18. August 1990 in Ostrava, Tschechoslowakei) ist eine tschechische Speerwerferin, die zu Beginn ihrer Karriere auch als Mehrkämpferin an den Start ging.

## Sportliche Laufbahn
Erste internationale Erfahrungen sammelte Nikola Ogrodníková 2007 bei den Jugendweltmeisterschaften in Ostrava, bei denen sie mit 5161 Punkten den siebten Platz im Siebenkampf belegte. Anschließend gewann sie bei den Junioreneuropameisterschaften in Hengelo mit 5607 Punkten die Bronzemedaille. Im Jahr darauf belegte sie bei den Juniorenweltmeisterschaften in Bydgoszcz mit einer Weite von 53,94 m den achten Platz im Speerwurf und wurde im Siebenkampf mit 4735 Punkten 22. 2009 nahm sie an den Junioreneuropameisterschaften in Novi Sad im Speerwurf teil und schied dort mit 38,50 m in der Qualifikation aus und belegte im 100-Meter-Hürdenlauf in 14,03 s den siebten Platz. 2011 gelangte sie bei den U23-Europameisterschaften in Ostrava mit 48,04 m nicht bis in das Finale und auch bei den Europameisterschaften 2014 in Zürich schied sie mit 53,15 m in der Qualifikation aus.
2017 nahm sie erstmals an den Weltmeisterschaften in London teil, schied aber dort mit 59,99 m in der Qualifikation aus. Im Jahr darauf gewann sie bei den Europameisterschaften in Berlin mit einem Wurf auf 61,85 m die Silbermedaille und musste sich dabei nur der Deutschen Christin Hussong geschlagen geben. 2019 erreichte sie bei den Europaspielen in Minsk mit 59,49 m den siebten Platz und gelangte bei den Weltmeisterschaften in Doha bis in das Finale, in dem sie mit einer Weite von 57,24 m den elften Platz belegte. Im Jahr darauf siegte sie mit 64,22 m beim Memoriál Josefa Odložila und 2021 nahm sie an den Olympischen Sommerspielen in Tokio teil und verpasste dort mit 60,03 m den Finaleinzug. Im September wurde sie mit 61,54 m Dritte bei Weltklasse Zürich. Im Jahr darauf siegte sie mit 62,65 m beim Memoriál Josefa Odložila und belegte bei den Weltmeisterschaften in Eugene mit 60,18 m im Finale den achten Platz. Anschließend gelangte sie bei den Europameisterschaften in München mit 54,48 m auf den zwölften Platz. 2023 wurde sie bei der 1. Liga der Team-Europameisterschaft im Zuge der Europaspiele in Chorzów mit 61,75 m Erste und sicherte sich damit ligenübergreifend die Silbermedaille hinter der Lettin Līna Mūze. Im August schied sie bei den Weltmeisterschaften in Budapest mit 54,59 m in der Qualifikationsrunde aus. Im Jahr darauf belegte sie bei den Europameisterschaften in Rom mit 61,78 m den fünften Platz und gewann im August bei den Olympischen Sommerspielen in Paris mit 63,68 m im Finale die Bronzemedaille hinter der Japanerin Haruka Kitaguchi und Jo-Ane van Dyk aus Südafrika. Daraufhin wurde sie beim Memoriał Kamili Skolimowskiej mit 61,84 m Dritte.
In den Jahren 2018, 2020 und 2024 wurde Ogrodníková tschechische Meisterin im Speerwurf.

## Persönliche Bestleistungen
- 100 m Hürden: 13,75 s (+0,6 m/s), 24. Juli 2009 in Novi Sad
- Speerwurf: 67,40 m, 26. Mai 2019 in Offenburg
- Siebenkampf: 5607 Punkte, 22. Juli 2007 in Hengelo